# 683 a.C.
Il 683 a.C. (DCLXXXIII a.C. in numeri romani) è un anno  del VII secolo a.C.

## Eventi
- Arcontato di Creonte ad Atene[1].